# El Chalía
El Chalía es una localidad y comunidad aborigen tehuelche ubicada en el departamento Río Senguer, provincia del Chubut, Argentina. La localidad se ubica entre las localidades de Doctor Ricardo Rojas (a unos 20 kilómetros) y Lago Blanco. Hacia el año 2010 habitaban unas 70 familias todas de origen tehuelche, siendo una de las pocas reservas para este pueblo. La principal actividad es la ganadería ovina.

## Historia
En 1913, Clemente Onelli intercedió ante la Dirección Nacional de Tierras para que se le concediera permiso de ocupación al cacique tehuelche Manuel Quilchamal y su gente en los campos linderos al arroyo Chalía, afluente del río Mayo. En 1916 reiteró la solicitud, y el 28 de febrero el Ministerio de Agricultura emitió una Resolución donde concedía al Cacique y su tribu el permiso de ocupación de 60 mil hectáreas a título de precario.
El 29 de octubre de 1990 por Decreto, el Gobernador de la Provincia otorgó títulos de propiedad comunitarios a favor de los aborígenes de la comunidad Chalía o Manuel Quilchamal. Sin embargo, de las 60 mil hectáreas iniciales, para 1990 quedaban unas 32.902.